# 440 v.Chr.
Het jaar 440 v.Chr. is een jaartal volgens de christelijke jaartelling.

## Gebeurtenissen

### Libië
- Na een omwenteling wordt in Cyrene koning Archesilaos IV afgezet en wordt de stad een republiek.

### Italië
- In Rome heerst door oorlog een hongersnood, de bevolking komt in opstand.

## Geboren
- Andokides (~440 v.Chr. - ~390 v.Chr.), Atheens redenaar en politicus
- Thrasybulus (~440 v.Chr. - ~388 v.Chr.), Atheens veldheer en staatsman